# Tips (Zeitung)

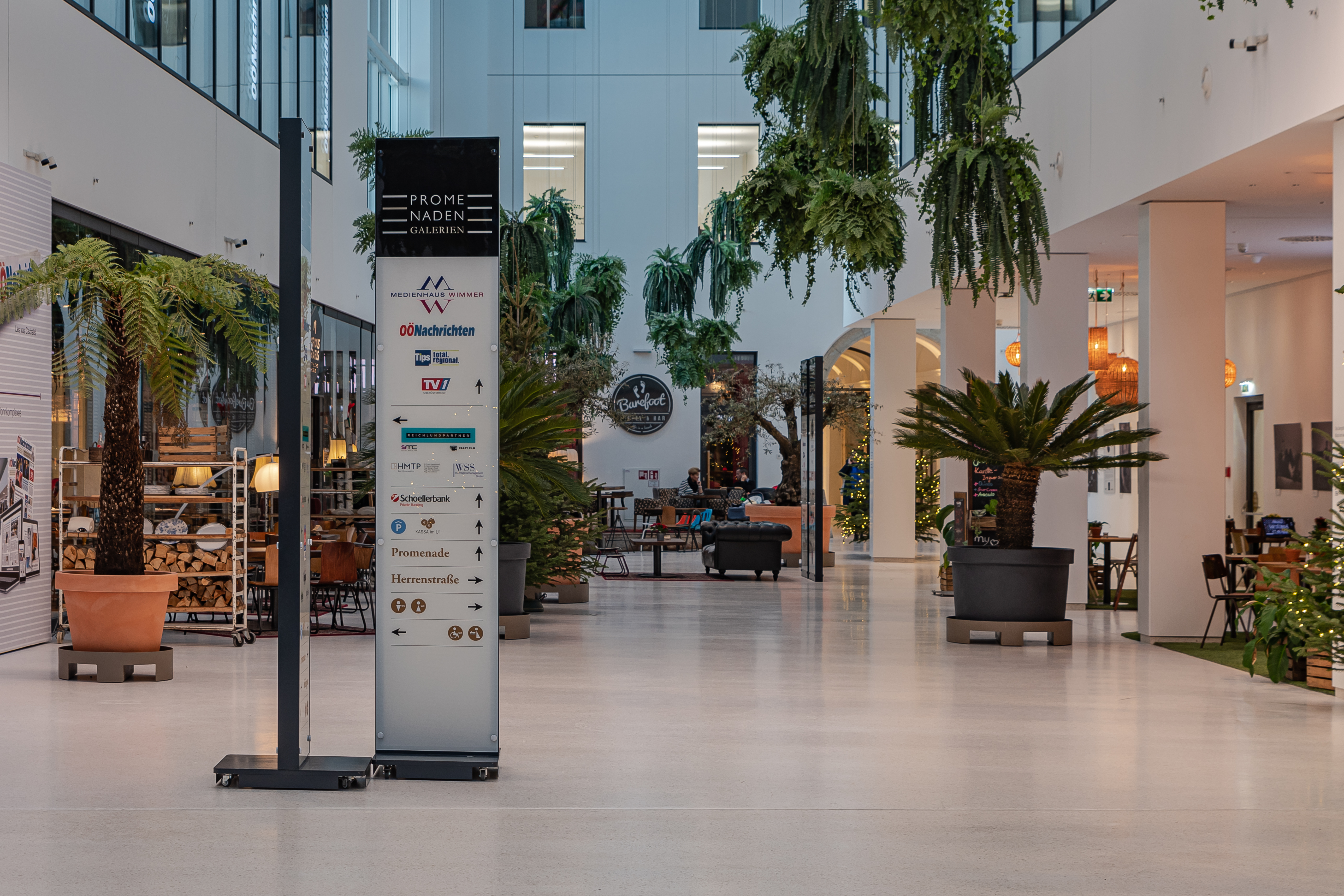
Promenaden Galerien, Linz

Die Tips ist eine wöchentlich erscheinende Zeitung in Oberösterreich und Amstetten (Niederösterreich) mit Sitz in den Linzer Promenaden Galerien, welche ihre Leser wöchentlich mit Informationen und Neuigkeiten aus der Region versorgt.
Die im Jahr 1986 gegründete Zeitung ist Teil der Wimmer Medien-Gruppe (Oberösterreichische Nachrichten) und beschäftigt etwa 170 Mitarbeiter in 13 Geschäftsstellen in Linz und Vorort in den Bezirken. Es werden 18 Tips-Regionalausgaben herausgegeben, davon 17 in Oberösterreich und eine in Amstetten (Niederösterreich). Herausgeber und Eigentümer ist Rudolf Andreas Cuturi, Geschäftsführer sind – als Nachfolger von Josef Gruber – seit 2020 Moritz Walcherberger und Lorenz Cuturi. Die Zeitung wird über die Österreichische Post AG an alle Haushalte zugestellt. Der direkte Mitbewerber ist die Oberösterreichische Rundschau.
Tips ist Hauptsponsor und Namensgeber der Linzer Sport- und Veranstaltungshalle TipsArena. Des Weiteren ist sie Mitglied beim Verband der Regionalmedien Österreichs (VRM) und hat sich dem Ehrenkodex für die österreichische Presse verpflichtet.

## Reichweite Print & Online
Laut ARGE Media-Analysen MA 2024 hat Tips in Oberösterreich über 727.000 regelmäßige Leser, was einer Reichweite von 56,4 % entspricht. Damit ist sie die meistgelesene Zeitung in Oberösterreich.
Das Online-Angebot von Tips erreicht im März 2025 gemäß Österreichischer Webanalyse (ÖWA) 1,49 Mio. Unique Users, 2,29 Mio. Unique Clients, 5,57 Mio. Visits und 8,52 Mio. Page Impressions.

## Produkte
Weitere Produkte von Tips sind
- die Ischler Woche mit Redaktionssitz in Bad Ischl. Die Ischler Woche besteht seit dem Jahr 2003 und ist die meistgekaufte Zeitung im Inneren Salzkammergut,[3]
- die regionale Online-Jobplattform regionaljobs.at